# Salix linearistipularis
Saule aux longs stipules
Espèce
Salix linearistipularis, le Saule aux longs stipules, est une espèce de plantes à fleurs de la famille des Salicaceae. C'est un saule originaire d'Asie.

## Synonymie
- Salix mongolica, le saule de Mongolie.
- Salix miyabeana Seemen[2].

## Description
Salix linearistipularis  (syn. S. mongolica) est un arbre que l'on trouve en Mongolie intérieure, Heilongjiang, Jilin, Liaoning, Mongolie et extrême est de la Russie. Salix linearistipularis se rencontre dans la plaine de Songnen, dans le Heilongjiang, en Chine, où la salinité est importante le pH de plus de 9,2. L'espèce est utilisée pour étudier les mécanismes de résistance au sel.